# Campeonato Mundial de Atletismo de 2022 - Revezamento 4x400 m masculino
A competição dos 4 x 400 metros estafetas masculino no Campeonato Mundial de Atletismo de 2022 foi realizada no estádio Hayward Field, em Eugene, nos Estados Unidos, nos dias 23 e 24 de julho de 2022.

## Recordes
Antes da competição, os recordes eram os seguintes:
| Recorde mundial                               | Andrew Valmon, Quincy Watts · Butch Reynolds, Michael Johnson (USA)                  | 2:54.29 | Estugarda, Alemanha         | 22 de agosto de 1993 |
| Recorde do campeonato                         | Andrew Valmon, Quincy Watts · Butch Reynolds, Michael Johnson (USA)                  | 2:54.29 | Estugarda, Alemanha         | 22 de agosto de 1993 |
| Recorde do ano                                | Steven Gardiner, Quincy Hall Erriyon Knighton, Grant Holloway Adidas                 | 2:57.72 | Gainesville, Estados Unidos | 16 de abril de 2022  |
| Recorde da África                             | Isaac Makwala, Baboloki Thebe · Zibane Ngozi, Bayapo Ndori (BOT)                     | 2:57.27 | Tóquio, Japão               | 7 de agosto de 2021  |
| Recorde da Ásia                               | Muhammed Anas Yahiya, Noah Nirmal Tom · Arokia Rajiv, Amoj Jacob (IND)               | 3:00.25 | Tóquio, Japão               | 6 de agosto de 2021  |
| Recorde da América do Norte, Central e Caribe | Andrew Valmon, Quincy Watts · Butch Reynolds, Michael Johnson (USA)                  | 2:54.29 | Estugarda, Alemanha         | 22 de agosto de 1993 |
| Recorde da América do Sul                     | Eronilde de Araújo, Cleverson da Silva · Claudinei da Silva, Sanderlei Parrela (BRA) | 2:58.56 | Winnipeg, Canadá            | 30 de julho de 1999  |
| Recorde da Europa                             | Iwan Thomas, Mark Richardson · Jamie Baulch, Roger Black (GBR)                       | 2:56.60 | Atenas, Grécia              | 3 de agosto de 21996 |
| Recorde da Oceania                            | Bruce Frayne, Gary Minihan · Rick Mitchell, Darren Clark (AUS)                       | 2:59.70 | Los Angeles, Estados Unidos | 11 de agosto de 1984 |

Os seguintes recordes mundiais ou olímpicos foram estabelecidos durante esta competição:
| Data        | Evento | Atletas                                                  | Tempo   | Notas               |
| ----------- | ------ | -------------------------------------------------------- | ------- | ------------------- |
| 24 de julho | Final  | Michael Norman, Bryce Deadmon, Champion Allison (USA)    | 2:56.17 | Melhor marca do ano |
| 24 de julho | Final  | Kaito Kawabata, Julian Walsh, Yuki Joseph Nakajima (JPN) | 2:59.51 | Recorde asiático    |

## Medalhistas
| Ouro                                                                              | Prata                                                                            | Bronze                                                                 |
| Estados Unidos · Elija Godwin · Michael Norman · Bryce Deadmon · Champion Allison | Jamaica · Akeem Bloomfield · Nathon Allen · Jevaughn Powell · Christopher Taylor | Bélgica · Dylan Borlée · Julien Watrin · Alexander Doom · Kevin Borlée |

## Calendário
| Data        | Horário | Fase          |
| ----------- | ------- | ------------- |
| 23 de julho | 17:40   | Eliminatórias |
| 24 de julho | 19:35   | Final         |

Todos os horários estão no horário local (UTC-7)

## Resultados

### Eliminatórias
Qualificação: Os três primeiros de cada bateria (Q) e os dois melhores tempos (q) das eliminatórias.
| Pos. | Bateria | Raia | Nacionalidade        | Atletas                                                                           | Tempo   | Notas                |
| ---- | ------- | ---- | -------------------- | --------------------------------------------------------------------------------- | ------- | -------------------- |
| 1    | 1       | 6    | Estados Unidos       | Elija Godwin, Vernon Norwood, Bryce Deadmon, Trevor Bassitt                       | 2:58.56 | Q,                   |
| 2    | 1       | 5    | Japão                | Fuga Sato, Kaito Kawabata, Julian Walsh, Yuki Joseph Nakajima                     | 3:01.53 | Q,                   |
| 3    | 1       | 3    | Jamaica              | Akeem Bloomfield, Jevaughn Powell, Karayme Bartley, Anthony Cox                   | 3:01.59 | Q,                   |
| 4    | 2       | 4    | Bélgica              | Julien Watrin, Dylan Borlée, Jonathan Sacoor, Kevin Borlée                        | 3:01.96 | Q,                   |
| 5    | 2       | 5    | Chéquia              | Matěj Krsek, Pavel Maslák, Michal Desenský, Patrik Šorm                           | 3:02.42 | Q,                   |
| 6    | 2       | 1    | Polónia              | Maksymilian Klepacki, Karol Zalewski, Mateusz Rzeźniczak, Kajetan Duszyński       | 3:02.51 | Q,                   |
| 7    | 1       | 2    | Trinidad e Tobago    | Dwight St. Hillaire, Jereem Richards, Asa Guevara, Kashief King                   | 3:02.75 | q,                   |
| 8    | 2       | 8    | França               | Thomas Jordier, Loïc Prévot, Simon Boypa, Téo Andant                              | 3:03.13 | q,                   |
| 9    | 1       | 7    | Países Baixos        | Isayah Boers, Terrence Agard, Nick Smidt, Ramsey Angela                           | 3:03.14 | Recorde da temporada |
| 10   | 2       | 3    | Itália               | Lorenzo Benati, Vladimir Aceti, Brayan Lopez, Edoardo Scotti                      | 3:03.43 | Recorde da temporada |
| 11   | 2       | 6    | Alemanha             | Marvin Schlegel, Manuel Sanders, Marc Koch, Patrick Schneider                     | 3:04.21 |                      |
| 12   | 1       | 8    | Índia                | Muhammed Anas Yahiya, Muhammed Ajmal Variyathodi, Naganathan Pandi, Rajesh Ramesh | 3:07.29 |                      |
| 13   | 2       | 7    | Botswana             | Isaac Makwala, Zibane Ngozi, Keitumentse Maitseo, Leungo Scotch                   | 3:07.32 | qR                   |
|      | 2       | 2    | República Dominicana |                                                                                   | DNS     | DNS                  |
|      | 1       | 4    | África do Sul        |                                                                                   | DNS     | DNS                  |

### Final
A final ocorreu dia 24 de julho às 19:35. 
| Pos.              | Raia | Nacionalidade     | Atletas                                                                     | Tempo   | Notas                |
| ----------------- | ---- | ----------------- | --------------------------------------------------------------------------- | ------- | -------------------- |
| Medalha de ouro   | 6    | Estados Unidos    | Elija Godwin, Michael Norman, Bryce Deadmon, Champion Allison               | 2:56.17 | Melhor marca do ano  |
| Medalha de prata  | 8    | Jamaica           | Akeem Bloomfield, Nathon Allen, Jevaughn Powell, Christopher Taylor         | 2:58.58 | Recorde da temporada |
| Medalha de bronze | 5    | Bélgica           | Dylan Borlée, Julien Watrin, Alexander Doom, Kevin Borlée                   | 2:58.72 | Recorde da temporada |
| 4                 | 3    | Japão             | Fuga Sato, Kaito Kawabata, Julian Walsh, Yuki Joseph Nakajima               | 2:59.51 | Recorde asiático     |
| 5                 | 9    | Trinidad e Tobago | Dwight St. Hillaire, Jereem Richards, Shakeem Mc Kay, Asa Guevara           | 3:00.03 | Recorde da temporada |
| 6                 | 1    | Botswana          | Zibane Ngozi, Leungo Scotch, Isaac Makwala, Bayapo Ndori                    | 3:00.14 | Recorde pessoal      |
| 7                 | 2    | França            | Thomas Jordier, Loïc Prévot, Simon Boypa, Téo Andant                        | 3:01.35 | Recorde da temporada |
| 8                 | 4    | Chéquia           | Matěj Krsek, Pavel Maslák, Michal Desenský, Patrik Šorm                     | 3:01.63 | Recorde nacional     |
| 9                 | 7    | Polónia           | Maksymilian Klepacki, Karol Zalewski, Mateusz Rzeźniczak, Kajetan Duszyński | 3:02.51 | Recorde da temporada |

Legenda
| Recorde mundial       | Recorde mundial (World record)               |                       | Recorde africano                      | Recorde africano (African) |                                           | Q | Classificado por posição (Qualified) |
| Recorde do campeonato | Recorde do campeonato (Championship record)  | Recorde da América    | Recorde da América (Americas)         | q                          | Classificado por melhor tempo (Qualified) |   |                                      |
| Melhor marca do ano   | Melhor marca do ano (World leading)          | Recorde asiático      | Recorde asiático (Asian)              | DNS                        | Não largou (Did not start)                |   |                                      |
| Recorde nacional      | Recorde nacional (National record)           | Recorde europeu       | Recorde europeu (European)            | DNF                        | Não terminou (Did not finish)             |   |                                      |
| Recorde pessoal       | Recorde pessoal do atleta (Personal best)    | Recorde da Oceania    | Recorde da Oceania (Oceania)          | DSQ / DQ                   | Desclassificado (Disqualified)            |   |                                      |
| Recorde da temporada  | Recorde da temporada do atleta (Season best) | Recorde sul-americano | Recorde sul-americano (South America) | NM                         | Sem marca (No mark)                       |   |                                      |